# Ecozona australasiana

Ecozona da Australásia

A ecozona australasiana é uma região biogeográfica que é coincidente, mas não sinónimo (por algumas definições), com a região geográfica da Australásia. O reino inclui a Austrália, a ilha da Nova Guiné (incluindo Papua Nova Guiné e a província indonésia de Papua) e a parte oriental do arquipélago indonésio, incluindo a ilha de Sulawesi, as ilhas Molucas (as províncias indonésias de Molucas e Molucas Setentrionais e ilhas de Lomboque, Sumbava, Sumba, Flores e Timor, muitas vezes conhecidas como as Pequenas Ilhas da Sonda. O reino da Australásia também inclui vários grupos de ilhas do Pacífico, incluindo o arquipélago de Bismarck, Vanuatu, Ilhas Salomão e Nova Caledónia. A Nova Zelândia e ilhas vizinhas são uma sub-região distinta do reino da Australásia. O resto da Indonésia faz parte do região indo-malaia.